# قطیف
قَطیف (به عربی: مدینة القطیف)، شهری تاریخی در استان شرقی عربستان سعودی است که نام قدیم آن الخط بوده است. «شهر قَطیف» یکی از شهرهای تاریخی کرانه‌ی عربستان سعودی و واحه‌ای است که در کرانهٔ باختری خلیج فارس واقع شده‌است.
ساکنین این شهر غالباً شیعه هستند. خط لوله نفت تاب لاین که از ظهران می‌آید از این شهر می‌گذرد و سپس به اردن، سوریه و لبنان می‌رود.این شهر دارای واحه‌های گستردهٔ نخل خرما است و بهترین خرمای منطقه از این نخلستان‌ها تهیه می‌شود. شهر قطیف از شهرهای قدیمی عربستان است و تاریخش به دوران قبل از اسلام می‌رسد. شهر قطیف در شمال بندر دمام و در جنوب باختری بندر مهم نفتی رأس التنوره قرار دارد. در دوران پیش و پس از اسلام قبائل متعددی در منطقهٔ «َقطیف» ساکن شده‌اند که مشهورترین این قبائل عبارتند از:
- قبیلهٔ عبدالقیس
- قبیلهٔ تمیم
- قبیلهٔ بکر بن وائل
- قبیلهٔ تغلب بن وائل
- قبیلهٔ بنی خالد

## جمعیت
جمعیت «شهر القطیف» طبق سرشماری عمومی نفوس و مسکن در سال ۲۰۰۴ میلادی، برابر با ۹۸٬۲۷۸ هزار نفر بوده‌است، و همه شیعه هستند.جمعیت منطقه قطیف در سال ۲۰۱۰ برابر ۵۲۴،۱۸۲ نفر بوده است. تغییرات جمعیت این منطقه به صورت زیر است:
همچنین رشد جمعیت این منطقه به نسبت کشور عربستان سعودی بیشتر است.
با پیدایش بهار عربی در کشورهای مصر، یمن، بحرین و تونس، مردم شهر قطیف نارضایتی خود را از شرایط نابسامان شیعیان و اعتراض به شیوه اداره امور کشور به‌دست حکام آل سعود با برگزاری راهپیمایی‌های گسترده نشان داده‌اند و حکام آل سعود با شلیک گلوله‌های جنگی با معترضان برخورد کردند.
دربارهٔ «القطیف» تاریخ‌نویسان نوشته‌اند که تاریخش به سدهٔ دوم میلادی بر می‌گردد. همچنین نام القَطیف در بسیاری از سروده‌های شاعران دوران جاهلیت عرب آمده‌است، گویند منطقهٔ القَطیف از آن جذیمه عبدالقیس بوده‌است، در این باره، شاعر عرب «عمرو بن أسوی العبدی» می‌گوید:
| وترکن عنتر لایقاتل بعدها |  | أهل القطیف قتال خیل تنفع |

## شهرها
- قطیف اکثر ساکنان آن شیعه هستند
- سیهات  اکثر ساکنان آن شیعه هستند
- صفوی اکثر ساکنان آن شیعه هستند
- تاروت اکثر ساکنان آن شیعه هستند
- آوجام اکثر ساکنان آن شیعه هستند
- عوامیه اکثر ساکنان آن شیعه هستند
- عنک اکثر ساکنان آن بنی خالد اهل سنت هستند